# Condução de calor relativística
A teoria da condução de calor relativística (em inglês Relativistic Heat Conduction, RHC) reivindica ser o único modelo para a condução térmica (e processos de difusão similares) que é compatível com a teoria da relatividade especial, a segunda lei da termodinâmica, eletrodinâmica e mecânica quântica, simultaneamente. As principais características da RHC são:
1. Admite uma velocidade finita para a propagação do calor, e permite efeitos relativísticos quando os fluxos de calor transientes aproximam-se desta velocidade.
2. Remove a possibilidade de situações paradoxais que possam violar a segunda lei da termodinâmica.
3. ELa, implicitamente, admite a dualidade onda-partícula do calor transportando “fônon”.

Estes resultados são obtidos por (1) atualizar a equação de Fourier de condução de calor para a forma de uma equação telégrafo da eletrodinâmica, e (2), que introduz uma nova definição do vetor fluxo de calor. Por conseguinte, a RHC dá origem a uma série de fenômenos interessantes, tais como ressonância térmica e ondas de choque térmicas, que são possíveis durante aquecimento de isolantes por laseres pulsados de alta frequência. A principal característica interessante da teoria é a sua elegância e simplicidade matemática.